# چه می‌شود/اگر
چه می‌شود/اگر (به انگلیسی WHAT/IF) یک سریال اینترنتی دلهره آور آمریکایی است، توسط مایک کلی ساخته شده و در تاریخ ۲۴ مه ۲۰۱۹ در شبکه نتفلیکس روی آنتن رفت ستارگان این سریال رنه زلوگر، جین لوی، بلیک جنر، دانیلا پیندا، کیس پاورز، سامانتا ماری ویر، دیو آنابل، سامر عثمانی، جان کلارنس استوارت و لوئیس هرتوم هستند.

## کلیت داستان
چه می‌شود/اگر یک سریال دلهره آور نئو نوآور است که به بررسی "تأثیرات موج زدگی آنچه اتفاق می‌افتد هنگامی که افراد قابل قبول شروع به انجام کارهای غیرقابل قبول می‌کنند، می‌پردازد.

## بازیگران و شخصیت‌ها

### اصلی
- جین لوی به عنوان لیزا رویز-داناوان، مدیر عامل اجرایی و بنیانگذار استارتاپ بیوتکنولوژی به نام Emigen Molecular Sequencing
- بلیک جنر به عنوان شان داناوان، همسر لیزا و یک تکنسین فوریت‌های پزشکی
- کیس پاورز به عنوان تاد آرچر، بهترین دوست شان از دوران دبیرستان است. او با شان به عنوان همکار تکنسین همکاری می‌کند.
- سامانتا ماری وایر به عنوان آنجلا آرچر، همسر تاد و یک دستیار جراح که با ایان ایوانز رابطه برقرار کرده‌است.
- جوآن کاستانو به عنوان مارکوس رویز، برادر لیزا و وکیل دادگستری
- دیو آنابل به عنوان ایان ایوانز، رئیس جراحی
- سامر عثمانی به عنوان آوری واتکینز، مدیر عملیاتی جدید Emigen Molecular Sequencing
- دنیلا پیندا به عنوان کسیدی بارت، بهترین دوست لیزا و رئیس مدیر ارشد مالی Emigen Molecular Sequencing
- جان کلارنس استوارت به عنوان لیونل، دوست پسر مارکوس و واسطه املاک و مستغلات
- لوئیس هرتوم به عنوان فاستر، دستیار آن
- رنه زلوگر به عنوان آن مونتگومری، یک سرمایه‌گذار ریسک پذیر مستقر در سان فرانسیسکو[۴]

### مکرر
- درک اسمیت به عنوان کوین، پسری که برو با آنها مارکوس و لیونل با آن خوابیدند
- نانا غنا به عنوان سوفی
- مونیک کیم به عنوان مایلز
- آلی مک دونالد به عنوان مدی کارتر، دوست دختر سابق شان
- گابریل مان به عنوان گِیج اسکات[۵]
- جولیان سندز به عنوان لیام استروم، پشتیبان مالی و مربی آن

### مهمان
- مریسا کوئواس به عنوان کریستین، کاپیتان سابق چیرلیدر در دبیرستان
- کیگان آلن به عنوان بیلی، دوست پسر سابق کریستین از دبیرستان و مدیر بازرگانی

## تولید
در تاریخ ۱۷ اوت ۲۰۱۸، اعلام شد که نتفلیکس برای یک فصل اول که شامل ده قسمت است، سفارش ساخت این سریال را داده‌است. این سریال توسط مایک کلی ساخته شده‌است و تولیدکنندگان اجرایی شامل مایک کلی، ملیسا لوی، الکس گارتنر، چارلز روون، رابرت زمکیس و جک رپک هستند. علاوه بر این، قرار شد جکی لوین به عنوان تهیه‌کننده همکاری خدمت کند و انتظار می‌رفت که فیلیپ نویس نیز دو قسمت اول را کارگردانی و اجرا کند. در ۲۳ آوریل ۲۰۱۹ اعلام شد که این سریال در ۲۴ ماه مه ۲۰۱۹ به نمایش در خواهد بود.

## انتشار
در ۲۳ آوریل ۲۰۱۹، تیزر رسمی این سریال منتشر شد. در تاریخ ۱۳ مه ۲۰۱۹، نت فلیکس تریلر رسمی فصل اول را منتشر کرد.

## انتقادات
در سایت بازبینی جمعی راتن تومیتوز، این سریال دارای اعتبار تأیید ۴۰٪ بر اساس ۳۰ بررسی، با میانگین امتیاز ۵٫۳۵/۱۰ است. در متاکرینیک، میانگین امتیاز ۵۷ از ۱۰۰، بر اساس نظر ۱۰ منتقد که نشانگر «بررسی‌های ترکیبی یا متوسط» است.